# Василисино (платформа)
Васили́сино — остановочный пункт Смоленского (Белорусского) направления Московской железной дороги в Гагаринском районе Смоленской области. Состоит из двух низких платформ, соединённых только настилом через пути. Не оборудована турникетами. Поезда дальнего следования на платформе не останавливаются.
Расстояние до Москвы — 189 км, прямого сообщения нет, только с пересадкой в Бородино или Можайске, а также Гагарине. Ранее работали прямые электропоезда от/до Москвы.

## История
Платформа открыта в 1879 году.
Названа в честь Василисы Кожиной, сельской старостихи и героини Отечественной войны 1812 года. В годы ВОВ станция была оккупирована гитлеровскими войсками в октябре 1941 года, освобождена в марте 1943 года.

## Поезда
На платформе останавливаются 3 пары поездов Бородино — Вязьма и две пары поездов Можайск — Вязьма.